# Lucien Thuilliez
Lucien Thuilliez, né le 25 janvier 1915 à Bar-le-Duc et mort le 1er septembre 1980 à Saint-Renan, est un militaire et résistant français, Compagnon de la Libération.

## Biographie

### Jeunesse et engagement
Fils d'un garçon de café, Lucien Thuilliez naît le 25 janvier 1915 à Bar-le-Duc, dans la Meuse. Mobilisé lors de la première guerre mondiale, son père meurt deux jours avant l'armistice du 11 novembre 1918,. En 1935, il décide de s'engager dans l'armée et est incorporé au 2e régiment d'infanterie coloniale. Promu successivement caporal, caporal-chef et sergent en 1936, 1937 et 1938, il est envoyé en Afrique-Occidentale française où il est affecté à la compagnie portée du Niger du 3e bataillon de tirailleurs sénégalais.

### Seconde Guerre mondiale
Refusant l'armistice du 22 juin 1940, il s'enfuit vers le Tchad où il se rallient à la France libre le 2 septembre. À l'issue la campagne du Gabon, il rejoint le régiment de tirailleurs sénégalais du Tchad (RTST) dont il intègre le groupe nomade du Borkou. Après avoir été détaché au groupe nomade de l'Ennedi pour participer à la bataille de Koufra, il rejoint son unité initiale et prend part à la guerre du désert en Libye,. Il est ensuite engagé dans la campagne de Tunisie où il s'illustre le 19 avril 1943, lors des combats du Djebel Garci, en maintenant sa position malgré les tirs d'artillerie ennemis. Promu adjudant, Lucien Thuilliez participe à la formation du régiment de marche du Tchad, issu du RTST, au sein duquel il est affecté à la 3e compagnie du 2e bataillon.
Le 2 août 1944, il débarque sur Utah Beach et prend part à la bataille de Normandie. Il s'y distingue le 10 août lorsqu'il assure la défense de son poste de commandament à Doucelles, pris dans une violente attaque allemande au cours de laquelle il est blessé au dos par des éclats de grenade. Très vite remis sur pied, il est promu adjudant-chef et est l'un des premiers à entrer dans la capitale lors de la libération de Paris où il participe notamment à la prise de l'hôtel Majestic, siège du Haut-commandement militaire allemand en France. Lors de la bataille des Vosges, il fait encore la preuve de son courage le 20 septembre 1944 en portant secours sous le feu à deux soldats blessés. Il combat ensuite pendant la bataille d'Alsace et termine la guerre avec le grade de sous-lieutenant.

### Après-Guerre
Poursuivant sa carrière militaire après le conflit, Lucien Thuilliez participe à la guerre d'Indochine avant de retrouver l'Afrique où il sert au Cameroun et au Tchad jusqu'en 1960. Il sert ensuite lors de la guerre d'Algérie jusqu'en septembre 1962, date à laquelle il prend sa retraite militaire avec le grade de chef de bataillon.
Installé en Bretagne, il devient secrétaire parlementaire d'un camarade Compagnon de la Libération, Charles Le Goasguen, député du Finistère de 1962 à 1967. Il sera ensuite secrétaire du député Michel de Bennetot de 1968 à 1976. Parallèlement à sa carrière parlementaire, Lucien Thuilliez s'implique fortement dans les associations locales patriotiques et d'anciens combattant, occupant notamment la fonction de président du comité Nord-Finistère de l'association des français libres,.
Lucien Thuilliez meurt le 1er septembre 1980 à Saint-Renan, dans le Finistère, où il est inhumé.

## Décorations
|  |  |  |
|  |  |  |
|  |  |  |
|  |  |  |
|  |  |  |

| Officier de l'Ordre de la Légion d'Honneur                           | Officier de l'Ordre de la Légion d'Honneur                           | Officier de l'Ordre de la Légion d'Honneur                           | Compagnon de la Libération Par décret du 2 juin 1943                                       | Compagnon de la Libération Par décret du 2 juin 1943                                       | Compagnon de la Libération Par décret du 2 juin 1943                                       | Médaille militaire                                      | Médaille militaire                                      | Médaille militaire                                      |
| Croix de guerre 1939-1945 Avec deux palmes et trois étoiles d'argent | Croix de guerre 1939-1945 Avec deux palmes et trois étoiles d'argent | Croix de guerre 1939-1945 Avec deux palmes et trois étoiles d'argent | Médaille des blessés de guerre                                                             | Médaille des blessés de guerre                                                             | Médaille des blessés de guerre                                                             | Médaille de la Résistance française                     | Médaille de la Résistance française                     | Médaille de la Résistance française                     |
| Croix du combattant volontaire Avec agrafe "Guerre 1939-1945"        | Croix du combattant volontaire Avec agrafe "Guerre 1939-1945"        | Croix du combattant volontaire Avec agrafe "Guerre 1939-1945"        | Médaille coloniale Avec agrafes "AFL", "Koufra", "Fezzan-Tripolitaine" et "Extrême-Orient" | Médaille coloniale Avec agrafes "AFL", "Koufra", "Fezzan-Tripolitaine" et "Extrême-Orient" | Médaille coloniale Avec agrafes "AFL", "Koufra", "Fezzan-Tripolitaine" et "Extrême-Orient" | Médaille commémorative française de la guerre 1939-1945 | Médaille commémorative française de la guerre 1939-1945 | Médaille commémorative française de la guerre 1939-1945 |
| Médaille commémorative de la campagne d'Indochine                    | Médaille commémorative de la campagne d'Indochine                    | Médaille commémorative de la campagne d'Indochine                    | Médaille commémorative des opérations de sécurité et de maintien de l'ordre                | Médaille commémorative des opérations de sécurité et de maintien de l'ordre                | Médaille commémorative des opérations de sécurité et de maintien de l'ordre                | Officier de l'Ordre de l'Étoile noire                   | Officier de l'Ordre de l'Étoile noire                   | Officier de l'Ordre de l'Étoile noire                   |
| Military Medal (Royaume-Uni)                                         |                                                                      |                                                                      |                                                                                            |                                                                                            |                                                                                            |                                                         |                                                         |                                                         |

## Hommages
- À Brest et à Saint-Renan, des rues ont été baptisées en son honneur[6],[7].